# Čudež v Kölnu
Čudež v Kölnu je bil vzdevek za finalno tekmo turnirja elitne divizije Svetovnega prvenstva v hokeju na ledu 2010 med Rusijo in Češko. Tekmo so odigrali 23. maja 2010 v dvorani Lanxess Arena v Kölnu, Nemčija. Češka je z 2–1 slavila proti izrazito favorizirani Rusiji. Tekmo so poleg dinamične igre, dobrega obiska in odlične atmosfere zaznamovale tudi nekatere vprašljive sodniške odločitve. Ena takih je bila razveljavitev ruskega zadetka za 1–1, ki je padel po izteku 20 minut prve tretjine, a vseeno pred piskom sirene. 

## Ozadje
Rusija in Češka sta se v finalu med seboj pomerili prvič po razpadu bivših držav, Sovjetske zveze in Češkoslovaške. Rusija se je v finale uvrstila tretjič zapored, medtem ko je bil za Čehe to prvi finale po letu 2006. 
Rusija je pred tekmo veljala za izrazitega favorita, kar je potrdila z zelo prepričljivimi igrami na prvenstvu (do finala niz 8 tekem brez poraza). Januarja 2010 se zbornaja komanda ni uspela dokopati do tako želenega olimpijskega zlata, tedaj so v četrtfinalu naleteli na petardo gostiteljice olimpijskega turnirja Kanade, izid je bil 3–7. Ruska javnost je tako na Svetovno prvenstvo 2010 gledala kot na tolažilno priložnost za povračilo za olimpijski neuspeh. V prid ruskega slavja je poleg naslova prvakov iz prejšnjih dveh let (2008 in 2009) govorilo tudi dejstvo, da so glavni konkurenti za končni naslov, Kanada in ZDA, na prvenstvo popeljali močno okrnjeni zasedbi.
Češka je na drugi strani pred prvenstvom resda sodila v širši krog favoritov, a je v preteklih letih igrala po principu toplo-hladno. Precej nestanovitno so Čehi igrali tudi na samem prvenstvu, saj so do začetka končnice doživeli dva poraza in nato tako četrtfinalno kot polfinalno tekmo dobili šele po izvajanju kazenskih strelov.

## Pot do finala
Za podrobne podatke o tej temi glej Svetovno prvenstvo v hokeju na ledu 2010 - elitna divizija.
|   | Reprezentanca | OT | Z | ZPP | PPP | P | GF | GA | GR  | TOČ |
| - | ------------- | -- | - | --- | --- | - | -- | -- | --- | --- |
| 1 | Rusija        | 3  | 3 | 0   | 0   | 0 | 10 | 3  | +7  | 9   |
| 2 | Slovaška      | 3  | 2 | 0   | 0   | 1 | 10 | 6  | +4  | 6   |
| 3 | Belorusija    | 3  | 1 | 0   | 0   | 2 | 8  | 9  | −1  | 3   |
| 4 | Kazahstan     | 3  | 0 | 0   | 0   | 3 | 4  | 14 | −10 | 0   |

|   | Reprezentanca | OT | Z | ZPP | PPP | P | GF | GA | GR | TOČ |
| - | ------------- | -- | - | --- | --- | - | -- | -- | -- | --- |
| 1 | Švedska       | 3  | 2 | 0   | 0   | 1 | 9  | 6  | +3 | 6   |
| 2 | Češka         | 3  | 2 | 0   | 0   | 1 | 10 | 6  | +4 | 6   |
| 3 | Norveška      | 3  | 2 | 0   | 0   | 1 | 10 | 8  | +2 | 6   |
| 4 | Francija      | 3  | 0 | 0   | 0   | 3 | 5  | 14 | −9 | 0   |

|   | Reprezentanca | OT | Z | ZPP | PPP | P | GF | GA | GR  | TOČ |
| - | ------------- | -- | - | --- | --- | - | -- | -- | --- | --- |
| 1 | Rusija        | 5  | 5 | 0   | 0   | 0 | 20 | 5  | +15 | 15  |
| 2 | Finska        | 5  | 3 | 0   | 0   | 2 | 9  | 11 | −2  | 9   |
| 3 | Nemčija       | 5  | 2 | 0   | 1   | 2 | 8  | 8  | 0   | 7   |
| 4 | Danska        | 5  | 2 | 0   | 0   | 3 | 13 | 12 | +1  | 6   |
| 5 | Belorusija    | 5  | 1 | 1   | 0   | 3 | 7  | 11 | −4  | 5   |
| 6 | Slovaška      | 5  | 1 | 0   | 0   | 4 | 8  | 18 | −10 | 3   |

|   | Reprezentanca | OT | Z | ZPP | PPP | P | GF | GA | GR  | TOČ |
| - | ------------- | -- | - | --- | --- | - | -- | -- | --- | --- |
| 1 | Švedska       | 5  | 4 | 0   | 0   | 1 | 18 | 7  | +11 | 12  |
| 2 | Švica         | 5  | 3 | 0   | 0   | 2 | 12 | 12 | 0   | 9   |
| 3 | Češka         | 5  | 3 | 0   | 0   | 2 | 12 | 10 | +2  | 9   |
| 4 | Kanada        | 5  | 2 | 0   | 0   | 3 | 22 | 12 | +10 | 6   |
| 5 | Norveška      | 5  | 2 | 0   | 0   | 3 | 9  | 26 | −17 | 6   |
| 6 | Latvija       | 5  | 1 | 0   | 0   | 4 | 10 | 16 | −6  | 3   |

## Prizorišče
Organizacijski komite je za prizorišče finalne tekme prvenstva določil kölnsko dvorano Lanxess Arena. Lanxess Arena je do finala gostila še obe polfinalni tekmi in tekmo za 3. mesto. Organizatorji so v finalu v dvorani našteli 19.132 obiskovalcev.

## Tekma

### Povzetek
Srečanje je z golom že po 20 sekundah odprl češki napadalec Jakub Klepiš, ki je rusko mrežo zatresel po podaji Jaromíra Jágra. Gol je padel po napaki ruske obrambe, saj so si češki igralci priborili posest ploščka v trenutku, ko ruskih branilcev ni bilo na mestu. Do konca tretjine je nato Rusija ves čas napadala in imela velikansko premoč na ledu, ki pa je ni uspela kronati z zadetkom. Še najbližje je bil veteran Sergej Fjodorov, ki je po prodoru stresel vratnico. Povsem ob koncu tretjine je Rusom prek Pavla Dacjuka le uspelo zatresti češko mrežo, a so sodniki po pregledu video posnetkov odločili, da je gol padel po izteku prve tretjine in je zatorej neregularen. Na to sodniško odločitev dvom meče predvsem dejstvo, da je gol padel po izteku časa, a vendar pred piskom sirene. Kakor koli, pri tej sodniški odločitvi je ostalo in izid prve tretjine je bil tako 1–0 v korist Čehov. 
V drugi tretjini je Rusija znova pritisnila, a so bili Čehi še enkrat  srečnejši. V 39. minuti je namreč sledil nov šok za rusko reprezentanco, ko sta se v češki obrambni tretjini nesrečno zaletela dva ruska hokejista. Čehi so višek igralcev spretno izkoristili in  preko Tomáša Rolineka povedli z 2–0. Rolineku je asistiral Karel Rachůnek. Počasni posnetek je razkril, da se je plošček v mrežo preusmeril od Rolinekove drsalke. Sodniki so zadetek vseeno priznali, saj so na posnetku razbrali, da je bila Rolinekova drsalka pri miru in zato žoge ni brcnil v mrežo, ampak ga je plošček zgolj zadel in se srečno odbil v gol. 
Tretja tretjina se je odvijala enako kot prejšnji dve - Rusija je jalovo napadala na češka vrata. Lepo priložnost za zadetek je sicer imel Jevgenij Malkin, a ni zmogel premagati češkega čuvaja mreže. Na polovici zadnje tretjine je sledil nov udarec za Ruse, saj so sodniki Alekseja Jemelina kaznovali s 5 minutami kazni in disciplinsko kaznijo igre. Kazen si je prislužil za nalet na Jaromíra Jágra, ki se je pri naletu poškodoval in ni zmogel nadaljevati srečanja. Tekma se je nato nadaljevala v živčnem ozračju in s kaznimi na obeh straneh. Ruskemu selektorju naposled ni preostalo drugega, kot da iz gola potegne vratarja Semjona Varlamova. Rusko premoč petih proti trem je v izdihljajih tekme kronal Pavel Dacjuk in tako ruskim navijačem 35 sekund do konca vlil nekaj upanja. Češki hokejisti so do konca uspeli ohraniti izid 2–1 in s tem ubranili prednost enega zadetka, tudi na krilih obrambe Tomáša Vokouna v zadnjem ruskem napadu. 
Čehom sta zlate medalje podelila češki predsednik Václav Klaus in predsednik Mednarodne hokejske zveze René Fasel. Češka je s tem osvojila svoj šesti naslov svetovnega prvaka in prvega po letu 2005.

### Podrobnosti
| 23. maj 2010 | Rusija | 1–2 | Češka | Lanxess Arena, Köln |

| Poročilo tekme | Poročilo tekme                              | Poročilo tekme    | Poročilo tekme                                              | Poročilo tekme                                                   |
| -------------- | ------------------------------------------- | ----------------- | ----------------------------------------------------------- | ---------------------------------------------------------------- |
| Začetek: 20:30 | P. Dacjuk (I. Kovaljčuk, S. Gončar) – 59:24 | ( 0–1, 0–1, 1–0 ) | 0:20 – J. Klepiš (J. Jágr) 38:13 – T. Rolinek (K. Rachůnek) | Gledalci: 19.132 Sodnika: Vladimír Baluška Sodnika: Jari Levonen |